# 维生素B12
維生素B12（Vitamin B12）为B族維生素之一，是一类含钴的复杂有机化合物。
其分子结构是以钴离子为中心的咕啉环和5,6-二甲基苯并咪唑为碱基组成的核苷酸。化学式為C63H88O14N14PCo，分子量為1355.37 g/mol。

## 概念
维生素B12一词有两种不同含义。一是广义上指一组含钴化合物即钴胺素（cobalamins）：氰钴胺（cyanocobalamin，经氰化物提纯而成的人工成品）、羟钴胺（hydroxocobalamin，即维生素B12α）及维生素B12的两种辅酶形式，甲钴胺（methylcobalamin, MeB12）和5-脱氧腺苷钴胺素（5-deoxyadenosylcobalamin），又名腺苷钴胺（adenosylcobalamin, AdoB12）。二是更特定的含义，仅指以上各种形式中的一种即氰钴胺，是B12来自食物和营养补充的主要形式。
伪-B12（Pseudo-B12）指的是在特定生物中发现的类似B12的物质，如市面上的「螺旋藻」營養補充劑等非細菌源，这些物质对人体没有B12的生物活性。

## 歷史
1930年代，美國內科醫生卡斯爾（W.B. Castle）發現在正常人胃部可分離出一種「內因子」，但卻無法在惡性貧血病患的胃分泌物中發現，而這類惡性貧血的患者食用動物的肝臟之後，能改善病情，卡斯爾醫生便假設能預防惡性貧血的「外因子」存在於動物的肝臟當中。1934年，乔治·惠普尔、乔治·迈诺特、威廉·莫菲因为“发现贫血的肝脏治疗法”（"for their discoveries concerning liver therapy in cases of anaemia"）获得诺贝尔生理学或医学奖。1948年-1949年，兩位化學家在美國分離出這個抗貧血的因子，並確定此因子為維生素B12。現時，我們知道人體靠胃的上半部來吸收維生素B12。
1956年，英国生物化学家多萝西·霍奇金（D.C. Hodgkin）利用X射线测出了5-脱氧腺苷钴胺素的分子晶体结构。

## 全合成
最早的维生素B12全合成是由伍德沃德 和阿爾伯特·艾申莫瑟（Albert Eschenmoser） 完成的，至今仍是有机合成的经典之作。由于当时表徵技术（主要是核磁共振比较落后）的限制，该全合成的真实性曾受到有机化学界的怀疑。

## 工业合成
工业上一般采用丙酸杆菌发酵的方式合成维生素B12，此方法不会产生有毒的副产品，较为安全。通过控制发酵环境条件，可以提高产率。

## 性质
维生素B12是唯一含有主要矿物质的维生素。水溶性。在吸收时需要与钙结合，大部分为小肠所吸收。人体只能利用甲钴胺和腺苷钴胺，其他钴胺素要在细胞中转化为这两种形式才能被人体利用。

## 生理功能
辅酶B12参与的反应主要有两类：
1. 碳上的氢原子与邻位碳上一个基团之间的交换，例如由甲基丙二酰CoA合成琥珀酰CoA的过程。一般认为反应是自由基机理，腺苷钴胺的Co-C键均裂后，AdCH2·夺取底物的氢原子，然后底物环化为环丙烷，再开环，从AdCH3夺去一个氢原子，形成重排产物。
2. 两个分子之间的甲基转移，例如下面提到的由同型半胱氨酸合成甲硫氨酸的反应。先是甲基四氢叶酸的甲基转移到钴胺素上，生成甲钴胺，然后再由甲钴胺对底物硫醇发生甲基化。

在甲硫氨酸循环中，同半胱氨酸（Homocysteine）接受N5-甲基四氫葉酸的甲基转变为甲硫氨酸的反应，需要以维生素B12作为辅酶的N5-甲基四氫葉酸转甲基酶的催化。若体内维生素B12缺乏，甲硫氨酸循环就不能正常进行，後果有三方面：一、甲硫氨酸的合成受阻。二、堆积过多的同半胱氨酸会导致同半胱氨酸尿症（Homocystinuria）的出现。三、四氫葉酸的再生受到很大影响。而四氫葉酸是转运甲基的工具，嘌呤和嘧啶的合成都需要它提供甲基。结果，核酸合成障礙将导致细胞分裂的不正常，症状有巨幼红细胞性贫血（megaloblastic anemia），即恶性贫血。
氰钴胺中与Co+连接的CN基被5-脱氧腺苷取代生成钴胺酰胺辅酶（B12辅酶）。钴胺酰胺辅酶可增加叶酸的利用率，促进糖类、脂肪和蛋白质的代谢。
维生素B12是一个共底物参与甲基化和合成核酸和神经递质，如血清素，多巴胺和去甲肾上腺素的各种细胞反应(6.7)。这是必要的trimonoamine神经递质的合成可增强抗抑郁的功能。细胞内浓度的维生素B12可以通过同型半胱氨酸的总血浆浓度，这可以通过使用5- methyletetrahydrofolate作为甲基供体基团的酶促反应转化为蛋氨酸(8,9)。因此，高半胱氨酸的血浆浓度落入如维生素B12的细胞内浓度上升。需要高半胱氨酸的生产蛋氨酸的，这是参与许多生化过程包括单胺神经递质血清素，去甲肾上腺素和多巴胺的remethylation维生素B12的活性代谢物(7,10)。因此，在维生素B12缺乏可能干扰这些神经递质的产生和功能。

## 用法
- 氰钴胺可以口服或肌肉注射。
- 羟钴胺一般只用于肌肉注射。
- 甲钴胺主要用于治疗周围神经病变引起的疼痛和麻木，可以通过注射和口服两种方式给药。
- 从食物中获取：肉、蛋、奶、奶酪、肝脏、營養酵母、發酵食品
- 每天建议摄取量：2.4 µg/天

## 适应症
- 促进红血球的形成和再生，预防贫血；主要用于治疗恶性贫血、再生障碍性贫血，亦与叶酸合用用于治疗各种巨幼红细胞性贫血、抗叶酸药引起的贫血及脂肪泻。[18]
- 维持神经系统的正常功能；用于神经系统疾病，如神经炎、神经萎缩、抑郁症等。
- 促使注意力集中，增进记忆力与平衡感。
- 治疗肝脏疾病，如肝炎、肝硬化等。
- 促进儿童发育，增进食欲。
- 醫治口內炎。

## 不良反应
- 可致过敏反应，甚至过敏性休克。
- 可促进恶性肿瘤生长。[19] [20]
- 維生素B12一經高溫加熱和遇上維生素C就會失效。

### 引用
1. ↑  Watanabe, F.; Katsura, H.; Takenaka, S.; Fujita, T.; Abe, K.; Tamura, Y.; Nakatsuka, T.; Nakano, Y. . Journal of Agricultural and Food Chemistry. 1999, 47 (11): 4736–4741. PMID 10552882. doi:10.1021/jf990541b.
2. ↑  Yamada, K.; Yamada, Y.; Fukuda, M.; Yamada, S. . International journal for vitamin and nutrition research. Internationale Zeitschrift fur Vitamin- und Ernahrungsforschung. Journal international de vitaminologie et de nutrition. 1999, 69 (6): 412–418. PMID 10642899. doi:10.1024/0300-9831.69.6.412.
3. ↑  Khan,AG and Easwaran,SV (1976). "Woodward's Synthesis of Vitamin B-12 （页面存档备份，存于）". Science 196: 1410–20.
4. ↑  Riether, D. and Mulzer, J. (2003). "Total Synthesis of Cobyric Acid: Historical Development and Recent Synthetic Innovations". Eur. J. Org. Chem. 2003 (1): 30–45. doi:10.1002/1099-0690(200301)2003:1<30::AID-EJOC30>3.0.CO;2-I.
5. ↑  Fang, Huan; Kang, Jie; Zhang, Dawei. . Microbial Cell Factories. 2017-01-30, 16 (1). ISSN 1475-2859. PMC 5282855 . PMID 28137297. doi:10.1186/s12934-017-0631-y.
6. 1 2  Gille D, Schmid A. . Nutrition Reviews. February 2015, 73 (2): 106–15. PMID 26024497. doi:10.1093/nutrit/nuu011.
7. 1 2 3 4 5 6  . www.bia.org.tw.   [2017-06-28].[永久]
8. 1 2  . 衛生福利部食品藥物管理署.   [2017-03-10]. （原始内容存档于2017-03-12） （中文）.
9. ↑  . foodbank.firdi.org.tw.   [2017-06-28]. （原始内容存档于2017-05-08）.
10. 1 2  Norris, RD, Jack. . VeganHealth.org.   [22 September 2016]. （原始内容存档于2018-01-20）.
11. ↑  . 慈濟傳播人文志業基金會.   [2017-03-10]. （原始内容存档于2018-10-05） （中文）.
12. ↑  Craig, Winston J.; Mangels, Ann Reed; American Dietetic Association. . Journal of the American Dietetic Association. July 2009, 109 (7): 1266–1282  [2017-06-28]. ISSN 1878-3570. PMID 19562864. （原始内容存档于2017-06-17）.
13. ↑  .   [2016-09-02]. （原始内容存档于2018-09-07）.
14. ↑  .   [2016-09-10]. （原始内容存档于2020-11-29）.
15. ↑  孟昭群.保肝补血活血用当归[J].家庭医学, 2006.
16. ↑  赵辅宝,石红纪,刘广志,等.聚合草喂蚕效果好[J].饲料研究, 1981(6):24-27.
17. ↑  Donald and Judith Voet.  2nd. John Wiley & Sons Ltd. 1995: 675. ISBN 0-471-58651-X. OCLC 31819701.
18. ↑  Pernicious Anaemia Society - What is Pernicious Anaemia? （页面存档备份，存于）, retrieved July 30, 2007.
19. ↑  JAMA：叶酸和维生素B12治疗癌症会增加死亡风险 http://www.bioon.com/biology/cancer/415603.shtml （页面存档备份，存于）
20. ↑  JMMA: Cancer Incidence and Mortality After Treatment With Folic Acid and Vitamin B12 https://jamanetwork.com/journals/jama/fullarticle/184898 （页面存档备份，存于）

## 外部連結
- Vitamin B12 Fact Sheet （页面存档备份，存于） from the United States National Institutes of Health
- Vitamin B12 （页面存档备份，存于） Tiếng Việt on Doligo （页面存档备份，存于）
- Oh, Robert C; Brown, David L. . American Family Physician. 2003, 67 (5): 979–86. PMID 12643357.
- Vitamin B12 and Folate at Lab Tests Online （页面存档备份，存于）
- 醫學主題詞表（MeSH）：Cyanocobalamin